# Sebastian Nebyla
Sebastian Nebyla (Gütersloh, 25 gennaio 2002) è un calciatore slovacco, centrocampista del Jablonec.

## Carriera

### Club
Nato in Germania da genitori slovacchi, ha iniziato a giocare nelle file di Lokomotíva Trnava e Spartak Trnava. Nel 2018 viene ceduto al West Ham Utd, con cui gioca per due anni nelle giovanili del club, nelle formazioni Under-18 ed Under-23. Nel 2020 firma il suo primo contratto da professionista con il DAC Dunajská Streda, con il quale debutta in campionato il 7 novembre successivo, nel pareggio per 0-0 contro il Pohronie.

### Nazionale
Dopo aver rappresentato le nazionali giovanili slovacche Under-17, Under-18 ed Under-19, nel 2021 ha esordito con la nazionale slovacca Under-21.

## Statistiche

### Presenze e reti nei club
Statistiche aggiornate al 21 luglio 2022.
| Stagione        | Squadra             | Campionato      | Campionato | Campionato | Coppe nazionali | Coppe nazionali | Coppe nazionali | Coppe continentali | Coppe continentali | Coppe continentali | Altre coppe | Altre coppe | Altre coppe | Totale | Totale |
| Stagione        | Squadra             | Comp            | Pres       | Reti       | Comp            | Pres            | Reti            | Comp               | Pres               | Reti               | Comp        | Pres        | Reti        | Pres   | Reti   |
| --------------- | ------------------- | --------------- | ---------- | ---------- | --------------- | --------------- | --------------- | ------------------ | ------------------ | ------------------ | ----------- | ----------- | ----------- | ------ | ------ |
| 2020-2021       | DAC Dunajská Streda | SL              | 5+7        | 0          | CS              | 2               | 1               | UEL                | 0                  | 0                  |             | -           | -           | 14     | 1      |
| 2021-2022       | DAC Dunajská Streda | SL              | 8+10       | 0+1        | CS              | 2               | 0               | UECL               | 2                  | 0                  |             | -           | -           | 22     | 1      |
| 2022-2023       | DAC Dunajská Streda | SL              | 0          | 0          | CS              | 0               | 0               | UECL               | 1                  | 0                  |             | -           | -           | 1      | 0      |
| Totale carriera | Totale carriera     | Totale carriera | 30         | 1          |                 | 4               | 1               |                    | 3                  | 0                  |             | -           | -           | 37     | 2      |